# Piaggio P.32
Il Piaggio P.32 era un bombardiere medio bimotore sviluppato dall'azienda aeronautica italiana Società Rinaldo Piaggio negli anni trenta.
Impiegato dai reparti di bombardamento della Regia Aeronautica, l'aeronautica militare del regno d'Italia, entrò in servizio nel periodo prebellico, ben presto relegato a compiti di seconda linea.

## Storia del progetto
Nel 1934 il Ministero dell'aeronautica emise una specifica per la fornitura di un nuovo bombardiere terrestre medio bimotore. Al bando di concorso parteciparono la CRDA CANT (Cantieri Riuniti dell'Adriatico - Cantiere Navale Triestino) con il CANT Z.1011, la Caproni, con il Caproni Ca.135 e la Piaggio, con un progetto disegnato dall'ing.Giovanni Pegna, il P.32.

## Impiego operativo
I primi 16 esemplari assegnati ai reparti operativi giunsero nel 1938 ad Aviano, al 18º Stormo Bombardamento Terrestre ed inseriti nelle 47ª e 48ª Squadriglie del 37º Gruppo. Il P.32 ebbe vita breve: fu rapidamente ritirato dalla linea per una serie di problemi tecnici e avarie, che culminarono in un incidente aereo. Nel 1939 il 18º Stormo BT fu riconvertito, e i P.32 vennero sostituiti con i più affidabili Fiat B.R.20.

## Varianti
P.32 I
prima versione dotata di motorizzazione Isotta Fraschini Asso XI RC.40 12 cilindri a V da 815 CV (599 kW).
P.32 II
versione dotata di radiali Piaggio P.XI RC.40 da 1 000 CV (735 kW).
P.32bis
Evoluzione del P.32 con nuova fusoliera e nuovi impennaggi che avrebbe dovuto raggiungere i 420 km/h, realizzato in seguito a una commessa del 26 marzo 1936 per ventiquattro P.32 modificati da realizzarsi alla Reggiane, (talvolta erroneamente definita con la designazione interna Caproni-Reggiane Ca.400). La commessa fu ridotta a sedici velivoli il 19 settembre e dai velivoli in allestimento vennero prelevati quelli che sarebbero stati convertiti in Ca.405C "Procellaria" nel marzo 1937. Il 23 febbraio 1937 il primo esemplare di P.32bis aveva effettuato il primo volo con a bordo il collaudatore Mario Gamna e il motorista Pierino Casali. Precedentemente si era fatto un tentativo di decollo il 12 febbraio, rinviato a causa della pioggia. Lo sviluppo del velivolo subì un arresto per diversi motivi: ritardi nell'approntare l'armamento definitivo, problemi riscontrati durante le prove statiche sull'ala, lo sviluppo dei due Ca.405C. Il prototipo completo dell'armamento volò il 16 ottobre 1937. Viste le scarse prestazioni, venne deciso di sostituire i motori a V Isotta Fraschini Asso XI RC.40 con dei radiali Piaggio P.XI RC.40, allestimento iniziato il 4 gennaio 1938, che già equipaggiavano il secondo esemplare, pronto per le prove di volo il 14 febbraio successivo. Al sesto volo questo, a causa di un malfunzionamento dei motori, il 25 febbraio subì un grave incidente rimanendo distrutto in un tentativo di atterraggio forzato che causò la morte del pilota collaudatore Gamna. Il 12 aprile successivo, anche in seguito a incidenti occorsi ai P.32 di serie già in servizio, venne sospesa la produzione del P.32bis e il P.32 fu ritirato dal servizio.
Ca.405C "Procellaria"
variante da competizione derivata dal P.32bis, modificata dalla Caproni Reggiane specificatamente per la partecipazione al Raid "Nastro Azzurro" Istres-Damasco-Parigi del 1937, ma non completati in tempo.

## Utilizzatori
Italia
- Regia Aeronautica